# Ulrich Breuer
Ulrich Maria Breuer (geboren am 19. Januar 1959 in Essen) ist Germanist und Professor für Neuere Deutsche Literatur an der Johannes Gutenberg-Universität Mainz.

## Leben
Breuer studierte Germanistik, Philosophie, Erziehungswissenschaft und Musikwissenschaft an der Westfälischen Wilhelms-Universität Münster und wurde 1994 promoviert. 2000 habilitierte sich Breuer an der Universität Helsinki. Anschließend hatte er von 2000 bis 2003 eine Professur für Deutsche Literatur und Kultur an der Universität Jyväskylä inne. 2002 hatte er ein Emil-Öhmann-Forschungsstipendium von der Finnischen Akademie der Wissenschaften. Von 2003 bis 2006 war Breuer Professor für Germanische Philologie mit dem Lehrgebiet Deutsche Literatur an der Universität Helsinki. Seit 2006 ist er Universitätsprofessor (W3) für Neuere deutsche Literaturwissenschaft mit den Schwerpunkten Klassik und Romantik sowie Ästhetische Theorien an der Johannes Gutenberg-Universität Mainz.

## Forschung
Forschungsschwerpunkte Breuers sind unter anderem das Genre Autobiografie, der Melancholie-Topos und das Œuvre Friedrich Schlegels.
2007 wurde Breuer Gründungspräsident der Friedrich Schlegel-Gesellschaft, Mainz, und Herausgeber der Kritischen Friedrich-Schlegel-Ausgabe. Mitherausgeber der Frankfurter Brentano-Ausgabe ist Breuer seit 2013. Zudem gab er von 2008 bis 2017 mit Nikolaus Wegmann das Jahrbuch der Friedrich-Schlegel-Gesellschaft Athenäum heraus.

## Schriften (Auswahl)

### Monografien
- Melancholie und Reise. Studien zur Archäologie des Individuellen im deutschen Roman des 16. – 18. Jahrhunderts (= Facies nigra. Band 2). Lit, Münster, Hamburg 1994, ISBN 3-89473-929-0 (Zugl.: veränd. Diss., Universität Münster, 1993).
- Bekenntnisse. Diskurs – Gattung – Werk. (= Finnische Beiträge zur Germanistik. Band 3). Lang, Frankfurt am Main 2000, ISBN 3-631-37057-1.
- Ungeschickt. Eine Fallgeschichte der deutschen Literatur. Brill Wilhelm Fink, Paderborn 2021, ISBN 978-3-7705-6103-2.

### Herausgeberschaften
- mit Jarmo Korhonen: Mediensprache – Medienkritik (= Finnische Beiträge zur Germanistik. Band 4). Lang, Frankfurt am Main 2001, ISBN 3-631-37701-0.
- mit Irma Hyvärinen: Wörter – Verbindungen. Festschrift für Jarmo Korhonen zum 60. Geburtstag. Lang, Frankfurt am Main 2006, ISBN 3-631-54387-5.
- mit Beatrice Sandberg: Autobiographisches Schreiben in der deutschsprachigen Gegenwartsliteratur. Band 1: Grenzen der Identität und der Fiktionalität. Iudicium, München 2006, ISBN 3-89129-171-X.
- mit Bernhard Spies: Textprofile stilistisch. Beiträge zur literarischen Evolution (= Mainzer Historische Kulturwissenschaften. Band 8). Transcript, Bielefeld 2011, ISBN 978-3-8376-1902-7.
- Politische Romantik im 19. und 20. Jahrhundert (= Vielheit und Einheit der Germanistik weltweit. Band 7). Lang, Frankfurt am Main 2012, ISBN 978-3-631-63207-9.
- mit Remigius Bunia und Armin Erlinghagen: Friedrich Schlegel und die Philologie (= Schlegel-Studien. Band 7). Schöningh, Paderborn 2013, ISBN 978-3-506-77712-6.
- mit Ana-Stanca Tabarasi-Hoffmann: Der Begriff der Kritik in der Romantik (= Schlegel-Studien. Band 8). Schöningh, Paderborn 2015, ISBN 978-3-506-78074-4.
- mit Dirk von Petersdorff: Das Jenaer Romantikertreffen im November 1799. Ein romantischer Streitfall. Schöningh, Paderborn 2015 (Athenäum, Jg. 25, Sonderheft).
- mit Timothy Attanucci: Leistungsbeschreibung. Literarische Strategien bei Hans Blumenberg = Describing cultural achievements. Hans Blumenberg’s literary strategies (= Intercultural studies. Band 11). Universitätsverlag Winter, Heidelberg 2020, ISBN 978-3-8253-4768-0.